# 바스크어족
바스크어족(Basque languages, Vasconic languages)은 계통론적 고립어인 바스크어와 그 조상언어 및 근연언어로 여겨지는 아퀴타니아어로 구성되는 제안된 어족이다. 또한 바스크어 방언을 독립된 언어로 간주하는 관점에서 바스크어족을 구성하는 입장도 있다. 이곳에서는 전자를 다룬다.

## 하위 언어
- 바스크어 - 피레네 지역 서부에 현존하는 고립어이다. 인도유럽어족 도래 이전의 선주민 언어이다.
- 아퀴타니아어† - 바스크어의 조상언어 및 근연언어로 여겨지는 언어. 바스크어와 사용 지역이 크게 다르지 않다.

## 제안된 하위 언어
- 이베리아어† - 이베리아반도 남동쪽에서 사용된 이베리아어는 바스크어족과 관계가 있을 것이라는 관점이 있으나 입증되지 못했다.
- 픽트어† - 예전에 스코틀랜드에서 사용되었던 언어로, 켈트어파에 속한다는 의견도 있으나 그 계통은 불분명하다. 페데리코 크루트위그(Federico Krutwig)는 픽트어와 바스크어를 비교하여 픽트인은 바스크인과 더불어 인도유럽어족 이전의 유럽 선주민임을 주장했다.

## 바스콘어 기층설 기층설
Theo Vennemann은 바스크어족과 같은 계통의 언어가 서유럽의 기층언어였다고 주장하며 바스콘어족(Vasconic languages)이라는 명칭을 사용한다.

## 같이 보기
- 이베리아반도의 선사 시대
- 조어 (언어학)